# 来𡑵县
来𡑵县（越南语：／）是越南同塔省下辖的一个县。

## 地理
来𡑵县北接垃圩县，东接沙沥市和周城县，东南接永隆省平新县，西南接芹苴市乌门郡和禿衂郡。

## 历史
1989年6月27日，盛兴县以新阳社、和城社、隆胜社、和隆社、隆厚社、新福社、新城社、永泰社、新和社、定和社和丰和社11社析置来𡑵县，县莅在和隆社。

## 行政区划
来𡑵县下辖1市镇11社，县莅来𡑵市镇。
- 来𡑵市镇（Thị trấn Lai Vung）
- 定和社（Xã Định Hòa）
- 和隆社（Xã Hòa Long）
- 和城社（Xã Hòa Thành）
- 隆厚社（Xã Long Hậu）
- 隆胜社（Xã Long Thắng）
- 丰和社（Xã Phong Hòa）
- 新阳社（Xã Tân Dương）
- 新和社（Xã Tân Hòa）
- 新福社（Xã Tân Phước）
- 新城社（Xã Tân Thành）
- 永泰社（Xã Vĩnh Thới）

## 经济

### 农业
来𡑵县以橘子闻名，主要种植区分布在县内的永泰、新福、新城、隆厚等社。2022年，来𡑵县柑橘种植面积超过200公顷，总产量达到5000吨。

### 工业
位于来𡑵县新城社的后江工业园为同塔省主要的工业园之一。

## 交通
来𡑵县尚没有连接后江对岸的桥梁，较重要的渡口有位于新城社的渡口，由渡船连接新城与后江对岸的芹苴市。